# Didi Lilo
Didi Lilo (in georgiano დიდი ლილო) è una piccola cittadina della Georgia, sull'altopiano di Iori situato a nord-ovest (850 mslm, a 45 km da Gardabani, Lilo, a 8 km dalla stazione ferroviaria). Nel 1974 gli fu concesso lo Status di Città. La popolazione conta 2 400 abitanti. È un villaggio pressoché rurale, ha strutture essenziali: scuole, aziende e piccole industrie agricole, un centro culturale ed un centro medico. Il paese è noto per aver dato i natali ad alcuni membri della famiglia del leader e politico sovietico Stalin, difatti qui vi nacquero sia suo padre Vissarion Džugašvili e Ekaterína (Kató) Semënovna Svanídze (la prima moglie di Stalin).